# Otto (król Bawarii)
Otto I Bawarski, Otto Wilhelm Luitpold Adalbert Waldemar Wittelsbach (ur. 27 kwietnia 1848 w Monachium, zm. 11 października 1916 w zamku Fürstenried) – król Bawarii w latach 1886–1913.

## Życiorys
Był synem króla Maksymiliana II i księżniczki pruskiej Marii, młodszym bratem Ludwika II. Imię otrzymał po swoim stryju Ottonie I, królu Grecji.
Wraz z bratem wychowywał się na Zamku Hohenschwangau, położonym w niemieckiej wiosce Hohenschwangau niedaleko Füssen, w południowo-zachodniej Bawarii. W latach 1853–1863 wakacje i ferie letnie spędzał w królewskiej willi ojca, w Berchtesgaden. 27 kwietnia 1863 został promowany do stopnia porucznika, a 1 marca 1864 rozpoczął edukację wojskową w korpusie kadetów. 27 kwietnia 1866 roku awansowany do stopnia kapitana służył w królewsko-bawarskim regimencie piechoty.

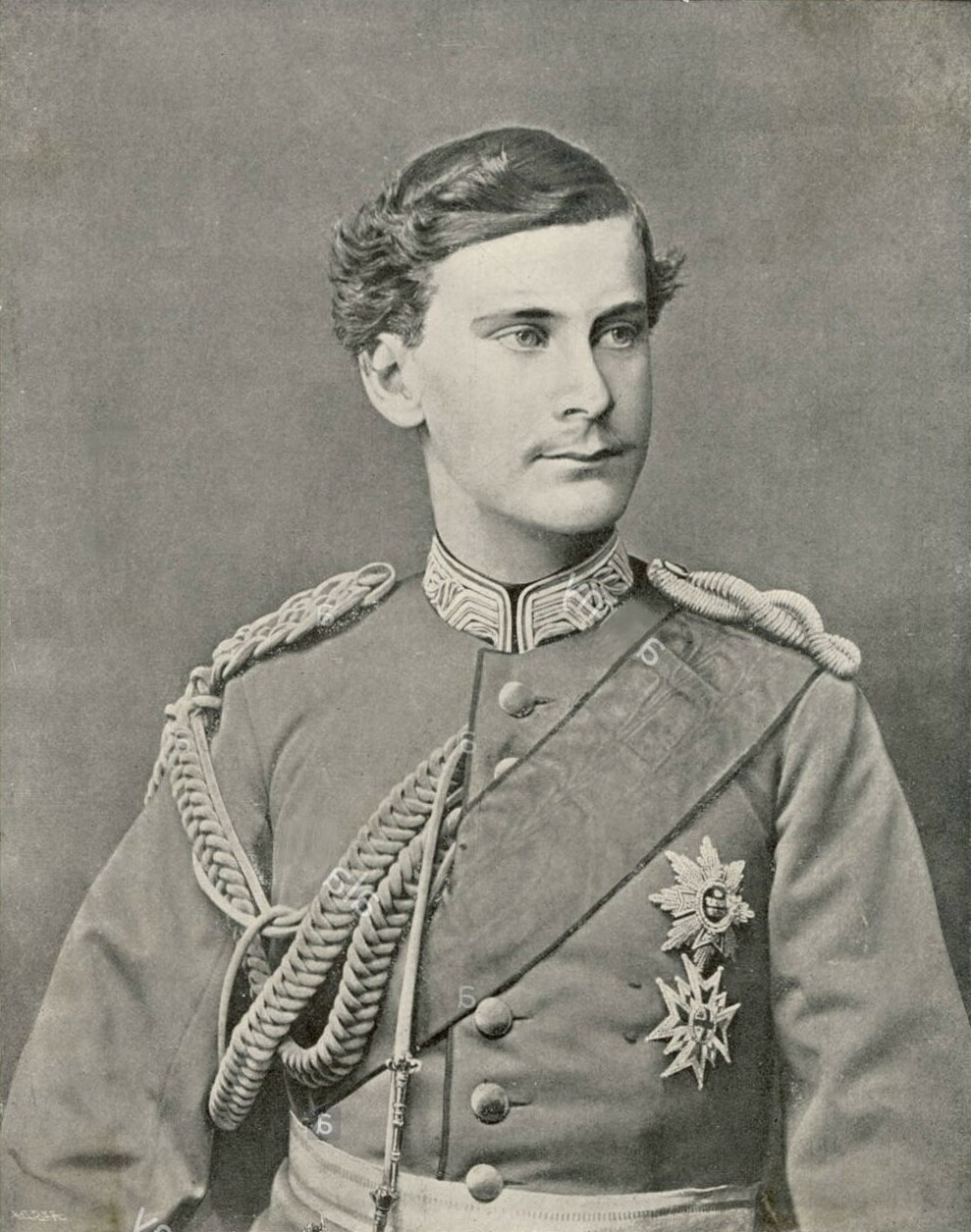
Otto I Bawarski

Książę Otto reprezentował swojego brata Ludwika 18 stycznia 1871 roku na uroczystości koronacji króla Prus Wilhelma Hohenzollerna na cesarza niemieckiego, sam Ludwik odmówił wzięcia udziału w uroczystości. Otto mocno skrytykował ceremonię w liście do brata.
Otto został królem Bawarii po śmierci brata w 1886 roku, jednak nigdy naprawdę nie rządził, a nawet nie do końca był świadomy, że jest królem. Podobnie jak brat, cierpiał na porfirię odziedziczoną po matce; był także chory psychicznie. Został oficjalnie uznany za niepoczytalnego w 1875 roku. Był trzymany w odosobnieniu i pod nadzorem lekarzy aż do swojej śmierci. Krajem rządził regent, którym był stryj Ottona i Ludwika Luitpold Bawarski, a następnie jego syn Ludwik (późniejszy król Ludwik III).
4 listopada 1913 roku konstytucja Bawarii została zmieniona – dodano klauzulę mówiącą, że gdyby regencja z powodu choroby lub nieumiejętności króla trwała przez dziesięć lat i nie byłoby żadnych szans, że król kiedykolwiek będzie zdolny panować – wtedy regent może ogłosić koniec regencji i sam się koronować. Już następnego dnia Otto został pozbawiony korony przez księcia regenta Ludwika. 6 listopada parlament bawarski uchwalił zmianę króla i Ludwikowi złożył przysięgę na konstytucję. Otto dostał natomiast pozwolenie na zachowanie swojego tytułu i wszystkich honorów z nim związanych do czasu śmierci.

## Odznaczenia
- Wielki Mistrz Orderu Świętego Huberta[2]
- Wielki Mistrz Orderu Świętego Jerzego[2]
- Wielki Mistrz Orderu Maksymiliana Józefa[2]
- Wielki Mistrz Orderu Zasługi Korony Bawarskiej[2]
- Wielki Mistrz Orderu Zasługi Świętego Michała[2]
- Wielki Mistrz Orderu Maksymiliana za Naukę i Sztukę[2]
- Wielki Mistrz Orderu Zasługi Wojskowej[2]
- Wielki Mistrz Orderu Ludwika[2]
- Order Złotego Runa – Austria

## Genealogia
| Prapradziadkowie                           | Fryderyk Michał Wittelsbach (1724–1767) ∞1746 Maria Franciszka Wittelsbach (1724–1794)                          | Jerzy Wilhelm z Hesji-Darmstadt (1722–1782) ∞1748 Maria z Leiningen-Dagsburg-Falkenburg (1729–1818)             | Ernest Fryderyk III Wettyn (1727–1780) ∞1758 Ernestyna Augusta Wettyn (1740–1786)                  | wielki książę Karol II Mecklenburg-Strelitz (1741–1816) ∞ 1768 Fryderyka Karolina z Hesji-Darmstadt (1752–1782) | August Wilhelm Hohenzollern (1722–1758) ∞1742 Ludwika Amalia z Brunszwiku-Lüneburga (1722–1780)            | landgraf Hesji-Darmstad Ludwik IX (1719–1790) ∞1741 Karolina Wittelsbach (Pfalz-Zweibrücken) (1721–1774)   | landgraf Hesji-Darmstad Ludwik IX (1719–1790) ∞1741 Karolina Wittelsbach (Pfalz-Zweibrücken) (1721–1774) | landgraf Hesji-Homburg Fryderyk IV (1724–1751) ∞1746 Ulrika Solms-Braunfels (1731–1792)            |
| Pradziadkowie                              | król Bawarii Maksymilian I Józef Wittelsbach (1756–1825) ∞1785 Augusta Wilhelmina z Hesji-Darmstadt (1765–1796) | król Bawarii Maksymilian I Józef Wittelsbach (1756–1825) ∞1785 Augusta Wilhelmina z Hesji-Darmstadt (1765–1796) | Fryderyk Wettyn (1763–1834) ∞1785 Charlotta z Mecklemburgii-Strelitz (1769–1818)                   | Fryderyk Wettyn (1763–1834) ∞1785 Charlotta z Mecklemburgii-Strelitz (1769–1818)                                | król Prus Fryderyk Wilhelm II Hohenzollern (1744–1797) ∞1769 Fryderyka Luiza z Hesji-Darmstadt (1751–1805) | król Prus Fryderyk Wilhelm II Hohenzollern (1744–1797) ∞1769 Fryderyka Luiza z Hesji-Darmstadt (1751–1805) | Karolina z Hesji-Darmstadt (1746–1821) ∞1768 landgraf Hesji-Homburg Fryderyk V (1748–1820)               | Karolina z Hesji-Darmstadt (1746–1821) ∞1768 landgraf Hesji-Homburg Fryderyk V (1748–1820)         |
| Dziadkowie                                 | król Bawarii Ludwik I Wittelsbach (1786–1868) ∞1810 Teresa Wettyn (1792–1854)                                   | król Bawarii Ludwik I Wittelsbach (1786–1868) ∞1810 Teresa Wettyn (1792–1854)                                   | król Bawarii Ludwik I Wittelsbach (1786–1868) ∞1810 Teresa Wettyn (1792–1854)                      | król Bawarii Ludwik I Wittelsbach (1786–1868) ∞1810 Teresa Wettyn (1792–1854)                                   | Wilhelm Hohenzollern (1783–1851) ∞1804 Maria Anna Amalie z Hesji-Homburga (1785–1846)                      | Wilhelm Hohenzollern (1783–1851) ∞1804 Maria Anna Amalie z Hesji-Homburga (1785–1846)                      | Wilhelm Hohenzollern (1783–1851) ∞1804 Maria Anna Amalie z Hesji-Homburga (1785–1846)                    | Wilhelm Hohenzollern (1783–1851) ∞1804 Maria Anna Amalie z Hesji-Homburga (1785–1846)              |
| Rodzice                                    | król Bawarii Maksymilian II Wittelsbach (1811–1864) ∞1842 Maria Fryderyka Hohenzollern (1825–1889)              | król Bawarii Maksymilian II Wittelsbach (1811–1864) ∞1842 Maria Fryderyka Hohenzollern (1825–1889)              | król Bawarii Maksymilian II Wittelsbach (1811–1864) ∞1842 Maria Fryderyka Hohenzollern (1825–1889) | król Bawarii Maksymilian II Wittelsbach (1811–1864) ∞1842 Maria Fryderyka Hohenzollern (1825–1889)              | król Bawarii Maksymilian II Wittelsbach (1811–1864) ∞1842 Maria Fryderyka Hohenzollern (1825–1889)         | król Bawarii Maksymilian II Wittelsbach (1811–1864) ∞1842 Maria Fryderyka Hohenzollern (1825–1889)         | król Bawarii Maksymilian II Wittelsbach (1811–1864) ∞1842 Maria Fryderyka Hohenzollern (1825–1889)       | król Bawarii Maksymilian II Wittelsbach (1811–1864) ∞1842 Maria Fryderyka Hohenzollern (1825–1889) |
| Otto Wittelsbach (1848–1916), król Bawarii | | | | | | | | |

## Najważniejsza literatura
- Cajetan von Aretin, Die Erbschaft des Königs Otto von Bayern. Höfische Politik und Wittelsbacher Vermögensrechte 1916 bis 1922. Beck, München 2006, ISBN 3-406-10745-1 (Schriftenreihe zur bayerischen Landesgeschichte 149), (Zugleich: München, Univ., Diss., 2006).
- Heinz Häfner, Ein König wird beseitigt. Ludwig II von Bayern. C. H. Beck Verlag, München 2008, ISBN 978-3-406-56888-6, s. 330ff.
- Arndt Richter: Die Geisteskrankheit der bayerischen Könige Ludwig II. und Otto. Eine interdisziplinäre Studie mittels Genealogie, Genetik und Statistik. Degener & Co., Neustadt an der Aisch, 1997, ISBN 3-7686-5111-8.
- Alfons Schweiggert, Schattenkönig. Otto, der Bruder König Ludwig II. von Bayern, ein Lebensbild. Ehrenwirth, München 1992, ISBN 3-431-03192-7.
- Jean des Cars, Ludwik II Bawarski. Król rażony szaleństwem, PIW, Warszawa 1997, ISBN 83-06-026618-7.